# Scarlet Moon
Scarlet Moon de Chevalier, mais conhecida apenas como Scarlet Moon (Rio de Janeiro, 12 de setembro de 1952 – Rio de Janeiro, 5 de junho de 2013), foi uma jornalista, atriz e escritora brasileira. Foi casada com o cantor Lulu Santos por 28 anos.
Teve três filhos: Gabriela, Christovam e Theodora, de relacionamentos anteriores ao casamento com Lulu Santos, que ajudou a criá-los. Também teve dois netos.
A cantora Rita Lee escreveu a canção Scarlet Moon em sua homenagem, e ela foi gravada por Lulu em seu disco de estreia, Tempos Modernos, lançado em 1982. Também foi citada na letra da canção Língua, de Caetano Veloso, gravada pelo autor no disco Velô, de 1984.
Ela aparece no documentário Ritmo Alucinante de 1975, entrevistando os cantores Erasmo Carlos e Celly Campello.

## Carreira
Trabalhou em várias emissoras de televisão, e se destacou no Fantástico e Jornal Hoje, ambos pela Rede Globo, na década de 1970.
Nos anos 80 apresentou o programa de entrevistas Noites Cariocas, da Rede Record, ao lado de Nelson Motta.
Lançou dois livros na década de 1990: Areias escaldantes e Dr Roni e Mr Quito: a vida do amado e temido boêmio de Ipanema, biografia sobre o irmão, Ronald de Chevalier, o Roniquito.
Desde 1996 assinava a coluna Abalo, no caderno Zona Sul do jornal O Globo.

## Morte
Scarlet sofria, havia dez anos, da síndrome de Shy-Drager e não resistiu a uma parada cardiorrespiratória. Morreu em 5 de junho de 2013, pouco depois da meia-noite, em casa.
| “ | Foram dez anos de muita luta. Os últimos três anos foram bem complicados. Ela foi uma guerreira e foi descansar. O que fica é o bom humor dela, o jeito que ela encarava a vida, ela foi uma guerreira, uma ministra bacanérrima e foi um prazer inenarrável ser filha dela. | ” |